# Свети Димитър (Църнобуки)
Вижте пояснителната страница за други значения на Свети Димитър.
„Свети Великомъченик Димитър“ или „Свети Димтрий“ (на македонска литературна норма: „Свети Димитар“) е възрожденска църква в битолското село Църнобуки, част от Преспанско-Пелагонийската епархия на Македонската православна църква – Охридска архиепископия.
Църквата е гробещен храм, разположен северозападно от селото. Изградена е в 1866 година. Като честна трапеза в нея е поставен дял от мраморно стъпало от римско време, а пред входа в църквата има мраморен стълб. В чешмата е взидана мраморна шишарка от надгробен паметник. В 1872 година църквата е изписана от дебърския зограф Йосиф Мажовски.